# 姆波洛科索
9°23′S 30°06′E / 9.383°S 30.100°E

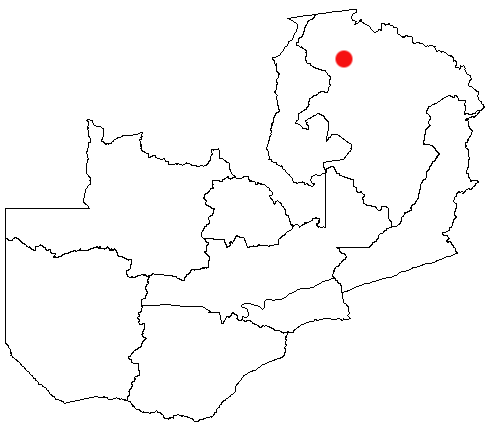
姆波洛科索位置

姆波洛科索（英語：Mporokoso），是贊比亞的城鎮，位於該國北部，由北方省負責管轄，是姆波洛科索縣的首府，處於姆韋魯萬蒂帕湖東南面75公里，海拔高度1,442米，2006年人口3,491。